# Квалификационный турнир к чемпионатам мира по кёрлингу
Квалификационный турнир к чемпионатам мира по кёрлингу (англ. World Qualification Event) — ежегодный международный турнир национальных сборных по кёрлингу, проводимый под эгидой Всемирной федерации кёрлинга. Проводится с 2019 года, обычно в январе. Цель турнира — отобрать по две национальные мужские и женские сборные команды, чтобы заполнить по два оставшихся места в списке национальных сборных, участвующих в очередном мужском и женском чемпионатах мира.

## Команды-участницы
В каждом из турниров, мужском и женском, принимают участие по восемь команд из числа ещё не получивших квалификацию на чемпионат мира по иным критериям:
- Команда страны-хозяйки турнира;
- Четыре команды по результатам чемпионата Европы, занявшие четыре лучших места после квалифицированных;
- Две команды по результатам Тихоокеанско-азиатского чемпионата, занявшие два лучших места после квалифицированных;
- Одна команда из Американского отбора[3] (команды Американского континента), лучшая из числа неквалифицированных на ЧМ;

## Годы и команды-победительницы
Составы команд указаны в порядке: четвёртый, третий, второй, первый, запасной, тренер; скипы выделены полужирным шрифтом.

### Мужчины
| Год  | Место проведения (город, страна) | Золото | Серебро |
| ---- | -------------------------------- | --- | --- |
| 2019 | Несби (Новая Зеландия)           | Республика Корея Ким Су Хёк, Jeong Byeong Jin, Lee Jeong Jae, Lee Dongh Yeong, запасной: Hwang Hyeon Jun, тренер Ли Джэ Хо | Нидерланды Ваутер Госгенс, Яп ван Дорп, Лауренс Хукман, Карло Гласберген, запасной: Александр Маган, тренер: Шари Лейббрандт                               |
| 2020 | Лохья (Финляндия)                | Китай Цзоу Цян, Тянь Цзяфэн, Ван Чжиюй, Сюй Цзинтао, запасной: Хань Пэн, тренер: Сёрен Гран                                | Россия Сергей Глухов, Дмитрий Миронов, Евгений Климов, Антон Калалб, запасной: Алексей Тузов, тренеры: Александр Козырев, Светлана Калалб, Даниэль Рафаэль |
| 2021 | отменён из-за пандемии COVID-19  | отменён из-за пандемии COVID-19                                                                                            | отменён из-за пандемии COVID-19 |
| 2022 | Лохья (Финляндия)                | | |

### Женщины
| Год  | Место проведения (город, страна) | Золото                                                                                                   | Серебро |
| ---- | -------------------------------- | --- | --- |
| 2019 | Несби (Новая Зеландия)           | Китай Ван Жуй, Мэй Цзе, Яо Минъюэ, Ма Цзинъи, запасной: Wang Meini, тренер: Чжан Чжипэн                  | Финляндия Оона Каусте, Эстер Юхас, Майя Салмиовирта, Лотта Иммонен, тренер: Николь Штраузак                                               |
| 2020 | Лохья (Финляндия)                | Республика Корея Ким Ынджи, Ом Минджи, Ким Су Джи, Соль Е Ын, запасной: Соль Е Джи, тренер: Shin Dong-Ho | Италия Вероника Дзаппоне, Стефания Константини, Анджела Ромеи, Джулия Дзардини Лачеделли, запасной: Елена Дами, тренер: Виолетта Кальдарт |
| 2021 | отменён из-за пандемии COVID-19  | отменён из-за пандемии COVID-19                                                                          | отменён из-за пандемии COVID-19 |
| 2022 | Лохья (Финляндия)                | | |